# Maximiliano Oliva
Maximiliano Fernando Oliva (Gobernador Crespo, 4 marzo 1990) è un ex calciatore argentino, di ruolo difensore.

## Caratteristiche tecniche
Giocava come difensore centrale o terzino sinistro.

## Carriera
Debuttò a 17 anni in una partita persa in casa contro il Colón il 24 novembre 2007.
Nel 2008 faceva parte della squadra che vinse il campionato di Clausura.

## Palmarès

### Club

#### Competizioni nazionali
- Coppa di Lega rumena: 1

Dinamo Bucarest: 2016-2017